# Назаров, Дмитрий Юрьевич
Дми́трий Ю́рьевич Наза́ров (род. 4 июля 1957, Руза, Московская область) — советский и российский актёр театра, кино, телевидения, озвучивания и дубляжа, телеведущий, поэт. Народный артист Российской Федерации (2000). Среди прочего известен по роли Виктора Петровича Баринова в телесериале «Кухня».

## Биография

### Ранние годы
Родился 4 июля 1957 года в городе Руза.
Отец — Юрий Фёдорович, инженер-электрик. Мать — Маргарита Ивановна, окончила музыкальное училище имени Гнесиных (вечернее отделение), обладала певческим голосом меццо-сопрано. Предками по материнской линии были саратовские купцы второй гильдии.
В юности перепробовал множество профессий: после неудачной попытки поступления в театральное работал учеником электрослесаря на предприятии «Мосэнергоремонт», мебельщиком-реквизитором в филиале МХАТа, монтировщиком декораций в Театре юного зрителя, киномехаником и мастером-пекарем четвёртого разряда на хлебозаводе. По словам Назарова, особенно ему удавались кексы с изюмом и сахарной посыпкой.
В 1980 году окончил Высшее театральное училище имени М. С. Щепкина (курс Виктора Коршунова).

### Карьера
C 1980 по 1995 год работал в Малом театре, где сыграл около 60 ролей. Покинул театр после творческого конфликта с руководством и почти полного отсутствия главных ролей.
Затем работал в театре «Сфера» и Театре Российской армии, а с 2003 года — в МХТ имени Чехова.
В актёрской копилке роли в таких спектаклях, как «Мещане» М. Горького, «Сияющий город» К. Макферсона, «Амадей» П. Шеффера, «Танец альбатроса» Ж. Сиблейраса, «Свидетель обвинения» А. Кристи, «Лес» А. Н. Островского, «Дворянское гнездо» И. Тургенева, «Дуэль» А. Чехова, «Мастер и Маргарита» М. Булгакова. В Театре под руководством Олега Табакова Дмитрий Назаров играет роль Астрова в спектакле «Дядя Ваня» А. П. Чехова (режиссёр М. Карбаускис).
Выступает с концертами, где читает стихи и прозу русских и советских писателей, исполняет романсы. Кроме того, сам пишет лирические стихи и эпиграммы. Также занимался озвучиванием компьютерных игр и мультфильмов.
В мае 1993 года был удостоен почётного звания Заслуженный артист Российской Федерации.
Лауреат премии «Хрустальная Турандот» за лучшую мужскую роль в театральном сезоне 1997/1998 годов — Сатин в спектакле ЦАТРА «На дне».
С 1990-х годов занимал официальный пост Главного Деда Мороза России с резиденцией в Великом Устюге. Являясь верующим человеком, испросил благословения у Патриарха Алексия II на исполнение этой роли, поскольку Дед Мороз считается языческим персонажем. Сам себя при этом называл «помощником Деда Мороза».
В марте 2000 года был удостоен почётного звания Народный артист Российской Федерации.
С 14 сентября 2002 по 12 апреля 2008 года и с 5 сентября 2015 по 5 марта 2016 года вёл передачу «Кулинарный поединок» на канале НТВ. С мая по август 2007 года вёл телевизионную игру «Турдыкла», выходившую в утренней сетке четверга на НТВ (название для программы выбрал сам Назаров).
С 2008 года до своего отъезда сотрудничал с Московской филармонией в проекте «Сказки с оркестром», где исполнял литературно-музыкальные композиции и выступал с сольными чтецкими программами.
В 2009 году являлся ведущим третьего сезона телепрограммы «Фабрика мысли» на телеканале «ТВ Центр».
В 2013 году вёл телешоу «Голодные игры» на телеканале «Пятница!». В 2014 году — стал ведущим на канале СТС в шоу «Рецепт на миллион».
Много снимался в кино. В его фильмографии более сорока кинокартин и телесериалов. В мистическом сериале «Вызов» сыграл начальника группы Хромова, который расследует загадочные преступления. С 2012 по 2016 год играл главную роль шеф-повара ресторанов Claude Monet, Arcobaleno и Victor Виктора Баринова в комедийном телевизионном сериале «Кухня». Во многих сериях персонаж Назарова активно болеет за футбольный клуб «Спартак», фанатом которого сам актёр является более 40 лет.
В 2024 году Дмитрий Назаров и Ольга Васильева открыли весенний сезон премьерой спектакля «Чёрт знает что!» по пьесе драматурга Алексея Арбузова «Старомодная комедия». С постановкой супруги гастролируют по всему миру.

### Общественная позиция
В феврале 2008 года принял участие в дебатах на ток-шоу «К барьеру!», выступив против ужесточения наказания за нарушение правил дорожного движения, объясняя свою позицию тем, что такое решение только больше разовьёт коррупцию «в нашей достаточно коррупционной стране».
13 января 2023 года уволен Константином Хабенским из МХТ имени А. П. Чехова вместе со своей супругой Ольгой Васильевой. Дмитрий Назаров выступал против вторжения России на Украину и регулярно записывал видео, в которых читал антивоенные стихи. В конце января 2023 года он был снят с главной роли Кисы Воробьянинова в новой экранизации «Двенадцать стульев». Режиссёр фильма Пётр Зеленов сообщил, что сцены с участием актёра будут пересняты с другим артистом.

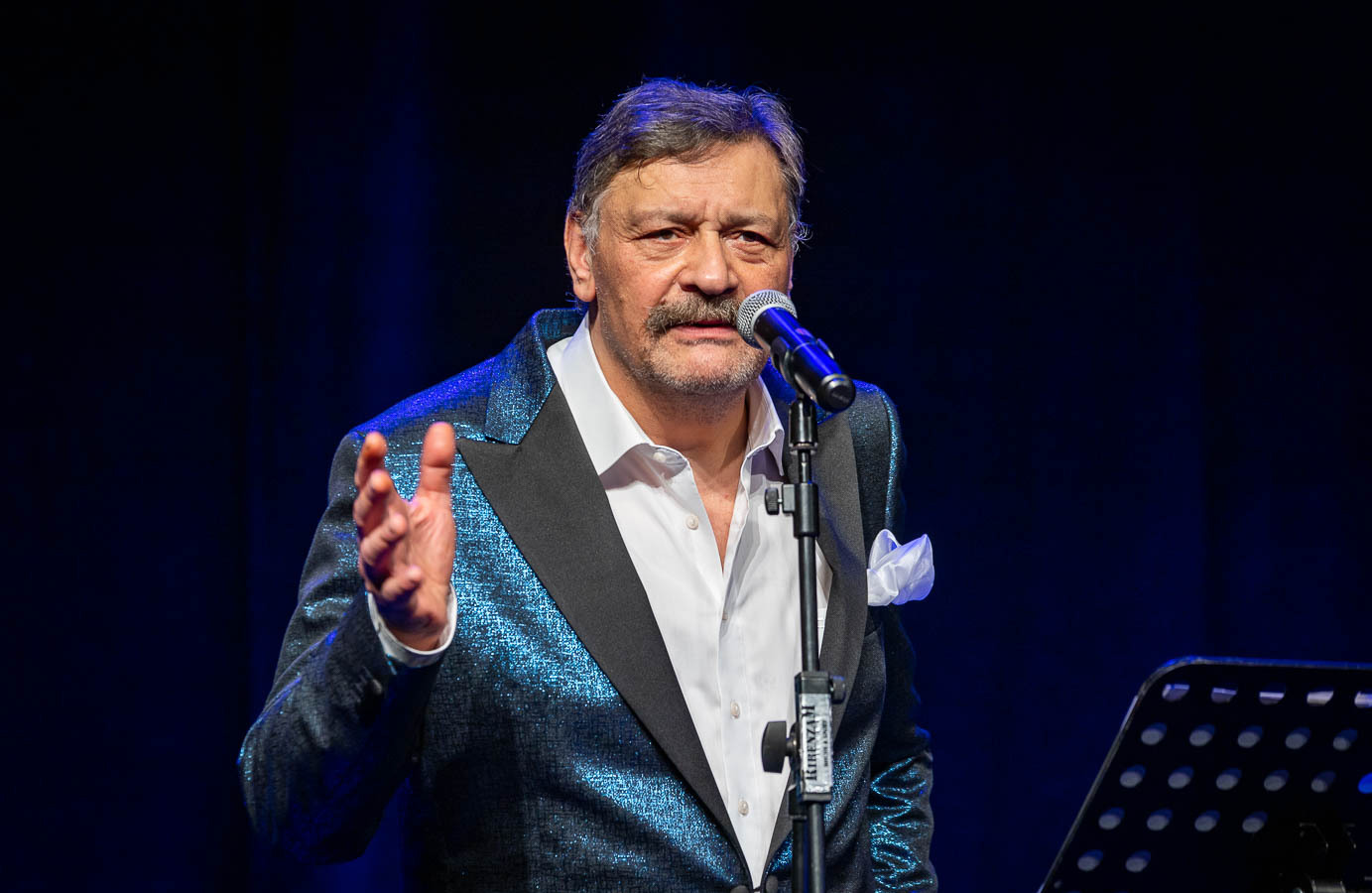
Выступление Назарова в Израиле, 2023 год

После отъезда из России в январе 2023 года Дмитрий Назаров и Ольга Васильева организовали свои сценические выступления с программой собственных произведений «L’amour-мур, или Держава набекрень», сначала в Израиле, а затем в других странах.
21 марта 2023 года на Назарова был составлен протокол о дискредитации Вооружённых сил России.

### Личная жизнь
- Первая жена — Наталья Назарова
  - Дочь Нина Назарова
    - Внучка Мария Кротова (р. 1998)[30]
- Вторая жена — Наталья Петровна Красноярская (1948—2019), режиссёр Большого театра
  - Падчерица — Мария Порошина, актриса, дочь Натальи от брака с артистом хореографического ансамбля «Берёзка» Михаилом Порошиным
- Третья жена — Ольга Анатольевна Васильева (р. 9 октября 1967), актриса
  - Пасынок — Арсений Ветров (р. 28 апреля 1991)[31]
  - Дочь — Арина Назарова (р. 1999), в 2017 году поступила на актёрский факультет Российского института театрального искусства — ГИТИС, мастерская Миндаугаса Карбаускиса. В 2021 году принята в труппу Театра Маяковского[32].

С 2024 года проживает в Каннах.

## Творчество

### Стихи
- Дмитрий Назаров. Без кожи. Стихи. — 2022.

### Театр
Малый театр
- «Не всё коту масленица» А. Н. Островского — Ахов
- «Горячее сердце» А. Н. Островского — Вася Шустрый
- «Каменный цветок» П. Бажова — Данила-мастер
- «Берег» Ю. Бондарева — Меженин
- «Леший» А. П. Чехова — Фёдор Иванович
- «Умные вещи» С. Я. Маршака — Музыкант

«Сфера»
- «Прощай, Гульсары!» Ч. Айтматова — Гульсары
- «Чайка» А. П. Чехова — Треплев
- «До третьих петухов» В. И. Шукшина — Иван-дурак
- «Зелёная птичка» К. Гоцци — Тартальен
- «Завтра и вчера» (композиция по песням А. Розенбаума и пьесе В. Вишневского «Последний решительный»)

Центральный Академический Театр Российской Армии
- «Много шума из ничего» У. Шекспира — Бенедикт
- «Отелло» У. Шекспира — Отелло
- «На дне» М. Горького — Сатин
- «Сердце не камень» А. Н. Островского — Ераст

Театр под руководством О. Табакова
- 2004 — «Дядя Ваня» А. П. Чехова, режиссёр Миндаугас Карбаускис — Доктор Астров

МХТ имени А. П. Чехова
- 2004 — «Мещане» М. Горького — Тетерев
- 2004 — «Лес» А. Н. Островского — Несчастливцев
- 2005 — «Амадей» П. Шеффера — Иосиф II, император Австрийский
- 2005 — «Сияющий город» К. Макферсона — Джон
- 2007 — «Танец Альбатроса» Ж. Сиблейраса — Тьерри
- 2009 — «Дворянское гнездо» И. Тургенева — Лемм
- 2010 — «Дуэль» А. П. Чехова — Самойленко
- 2011 — «Мастер и Маргарита» М. А. Булгакова. Режиссёр и автор сценической версии романа Янош Сас — Воланд
- 2012 — «Свидетель обвинения» А. Кристи — сэр Уилфрид
- 2014 — «Дорогое сокровище» Ф. Вебера — Франсуа Пиньон
- 2016 — «Спящий принц» Т. Реттигена — Чарльз, принц-регент Карпатии

Nazarov Theatre
2024 — «Черт знает что!» по пьесе драматурга Алексея Арбузова «Старомодная комедия» — Родион Николаевич Семёнов, — главный врач санатория

### Фильмография
| Год       |     | Название                               | Роль                                                                                                |
| --------- | --- | -------------------------------------- | --------------------------------------------------------------------------------------------------- |
| 1984      | тф  | Берег его жизни                        | студент                                                                                             |
| 1991      | ф   | Цензуру к памяти не допускаю           | Нил Нилыч Зобов                                                                                     |
| 1992—1994 | с   | Мелочи жизни                           | поэт Александр Сергеевич Вакаров                                                                    |
| 1993      | ф   | Территория                             | предприниматель Тюнин                                                                               |
| 1994      | ф   | Охота                                  | Емельян Пугачёв                                                                                     |
| 1998      | ф   | На ножах                               | помещик, «чёрный барин» Светозар Владленович Водопьянов                                             |
| 2001      | с   | С новым счастьем! 2. Поцелуй на морозе | бизнесмен, клиент Лоры и страстный поклонник Кати Калманов                                          |
| 2001—2005 | с   | Гражданин начальник                    | директор магазина и друг Пафнутьева Аркадий Халандовский                                            |
| 2002      | ф   | Башмачник                              | «Дятел»                                                                                             |
| 2002      | с   | Каменская 3                            | бизнесмен, отец Евгении Роман Александрович Рубцов                                                  |
| 2002      | с   | Закон                                  | судья Иван Скляр                                                                                    |
| 2003      | с   | Время — деньги                         | Виктор Долгополов                                                                                   |
| 2003      | с   | Ангел на дорогах                       | Геннадий                                                                                            |
| 2003      | с   | Вокзал                                 | начальник вокзала Виктор Ларин                                                                      |
| 2003      | с   | Марш Турецкого-3. Новое назначение     | мэр Александр Юрьевич                                                                               |
| 2004—2009 | с   | Вызов                                  | майор милиции Алексей Ильич Хромов                                                                  |
| 2004      | ф   | Тёмная ночь                            | режиссёр Суздальцев                                                                                 |
| 2004      | с   | Красная капелла                        | Лео Гроссфогель                                                                                     |
| 2004      | с   | Штрафбат                               | священник из Млынова, доброволец штрафного батальона, отец Михаил (Тимофей Александрович Менделеев) |
| 2005      | с   | Полный вперёд!                         | Андрей Ляхов                                                                                        |
| 2006      | ф   | День денег                             | Достоевский                                                                                         |
| 2006      | с   | Бес в ребро, или Великолепная четвёрка | Павел                                                                                               |
| 2006      | с   | Золотой телёнок                        | Адам Козлевич                                                                                       |
| 2007      | ф   | Уроки обольщения                       | Артём                                                                                               |
| 2009      | ф   | Концерт                                | Александр Абрамович Гроссман                                                                        |
| 2010      | с   | Побег                                  | Чувалов                                                                                             |
| 2011      | ф   | Ларго Винч: Заговор в Бирме            | Вирджил Назачов                                                                                     |
| 2011      | ф   | Ельцин. Три дня в августе              | президент РСФСР Борис Ельцин                                                                        |
| 2011      | с   | Откровения                             | полковник Андрей Григорьевич Князев                                                                 |
| 2011      | с   | Братаны 3                              | криминальный авторитет «Папа»                                                                       |
| 2012      | с   | Абонент временно недоступен            | Сергей Соколовский                                                                                  |
| 2012      | с   | Цвет черёмухи                          | Савелий                                                                                             |
| 2012—2016 | с   | Кухня                                  | шеф-повар Виктор Петрович Баринов                                                                   |
| 2012      | ф   | Шпион                                  | отец Нади                                                                                           |
| 2013      | ф   | Мёбиус                                 | Инзирилло                                                                                           |
| 2013      | с   | Пока станица спит                      | Григорий Сотник                                                                                     |
| 2013      | ф   | Страна хороших деточек                 | сторож границы времени                                                                              |
| 2014      | с   | Ладога                                 | командир автобата, майор Евгений Анатольевич Кулясов                                                |
| 2014      | ф   | Кухня в Париже                         | шеф-повар Виктор Петрович Баринов                                                                   |
| 2015      | ф   | SOS, Дед Мороз, или Всё сбудется!      | Иван Васильевич                                                                                     |
| 2015      | ф   | И я там был                            | Имя персонажа не указано                                                                            |
| 2017      | ф   | Кухня. Последняя битва                 | шеф-повар Виктор Петрович Баринов                                                                   |
| 2018      | ф   | Тобол                                  | летописец, картограф, историк и архитектор Тобольска Семён Ульянович Ремезов                        |
| 2018      | кор | Верить и мечтать                       | Имя персонажа не указано                                                                            |
| 2018      | кор | На чужбине                             | помещик Камышев                                                                                     |
| 2019      | ф   | Дикая лига                             | Родион Балашов                                                                                      |
| 2019—2020 | с   | Кухня. Война за отель                  | шеф-повар Виктор Петрович Баринов                                                                   |
| 2020      | ф   | Вратарь Галактики                      | начальник полиции                                                                                   |

#### Интернет видео
- В 2024 году снялся в видео на YouTube-канале «СМЕХОПАРАНОЙЯ»[34].

#### Реклама
- В 2015 году снялся в рекламе пива «Балтика 3»[35].
- В 2016 году снялся в рекламе сети гриль-баров «ШашлыкоFF»[36].
- В 2017 году снялся в рекламе моющего средства Fairy в образе Виктора Баринова, героя из сериала «Кухня»[37].
- В 2018 году снялся в рекламе пельменей «Большая кастрюля».
- Снялся в рекламе майонеза «3 желания».
- Снялся в рекламе магазинов торговой сети «Пятёрочка»[38].
- В 2020 году снялся в рекламе шоколада Alpen Gold[39].

### Аудиоспектакли
- «Похождения бравого солдата Швейка» — Швейк
- «Тарас Бульба» — Тарас Бульба
- «Затерянный мир» — профессор Челленджер
- «Мёртвые души» — Ноздрёв
- «Темные аллеи» Иван Бунин
- «Ревизор» Н. В. Гоголь
- «Странная история доктора Джекила и мистера Хайда» — доктор Джекил
- «Гаргантюа и Пантагрюэль» — Франсуа Рабле
- «Виплала» — директор фабрики супов «Минутка»

### Озвучивание мультфильмов
| Год       |    | Название                     | Роль                                                                             |
| --------- | -- | ---------------------------- | -------------------------------------------------------------------------------- |
| 1992      | мф | Скажи, Юпитер!               | Юпитер                                                                           |
| 1992      | мф | Куплю привидение             | владелец замка, слуга                                                            |
| 1994      | мф | Новые русские                | текст от автора                                                                  |
| 1994      | мф | Фантазёры из деревни Угоры   | голос «ЭФУ»                                                                      |
| 1995      | мф | Три связки соломы            | император                                                                        |
| 2006      | мф | Князь Владимир               | Добрыня                                                                          |
| 2008      | мс | Гора самоцветов              | вступительная заставка перед сказками «Гордый мыш», «Пумасипа» и «Проделки лиса» |
| 2008—2022 | мс | Мульти-Россия                | Медведь-путешественник                                                           |
| 2009      | мф | Новые приключения Бабки Ёжки | Дед Мороз                                                                        |
| 2010—2016 | мс | Фиксики                      | Дедус                                                                            |
| 2013      | мс | Алиса знает, что делать!     | Громозека                                                                        |
| 2016      | мс | Весёлая карусель             | текст от автора                                                                  |
| 2016—2018 | мс | Лео и Тиг                    | Мапа Пандига, читает названия серий                                              |
| 2017      | мф | Фиксики: Большой секрет      | Дедус                                                                            |
| 2017      | мф | Тихий ужин без соли          | полицейский                                                                      |
| 2019      | мф | Большое путешествие          | Мик-Мик                                                                          |
| 2019      | мф | Фиксики против кработов      | Дедус                                                                            |

### Озвучивание компьютерных игр
| Год  |    | Название                     | Роль |
| ---- | -- | ---------------------------- | --- |
| 2001 | ки | Gothic                       | Снафф, Скатти, Ур-Шак, Харлок, второстепенные персонажи                                                     |
| 2002 | ки | Warcraft III: Reign of Chaos | Кэрн Кровавое Копыто, Гром Задира, Бугай, Мастер Клинка, Мясник                                             |
| 2002 | ки | Syberia                      | Борис Шаров, Администратор гостиницы во Валадилене, Капитан Малатеста, Ректор Баррокштадтского университета |

### Дубляж
| Год       |    | Название                    | Роль                                                                     |
| --------- | -- | --------------------------- | ------------------------------------------------------------------------ |
| 1990—1991 | мс | Утиные истории              | адмирал Гримитц / Банкир Гавс / эпизодические и второстепенные персонажи |
| 1990—1991 | мс | Чип и Дейл спешат на помощь | актёр-гангстер / режиссёр телестудии / строитель                         |
| 1995—1996 | мс | Чокнутый                    | Счастливчик Пикель                                                       |
| 2007      | мф | Книга джунглей              | Балу                                                                     |
| 2007      | мф | Рататуй                     | Огюст Гюсто                                                              |
| 2013      | мф | Семейка Крудс               | Груг                                                                     |
| 2013      | мф | Реальная белка              | Енот                                                                     |
| 2017      | ф  | Люмьеры!                    | рассказчик                                                               |

## Книги
- Назаров Д. Без кожи. — М.: Высшая школа, 2022. — С. 427. — ISBN 978-5-600-03449-5.

## Награды и премии
- 1993 — Заслуженный артист Российской Федерации — за заслуги в области театрального искусства[8].
- 1998 — Лауреат премии «Хрустальная Турандот» за лучшую мужскую роль в театральном сезоне 1997/1998.
- 2000 — Народный артист Российской Федерации — за большие заслуги в развитии театрального искусства[2].
- 2005 — Лауреат премии «Чайка» за лучшую мужскую роль сезона в номинации «Маска Zorro» за спектакль «Лес»[55].
- 2008 — Орден Дружбы — за заслуги в развитии отечественной культуры и искусства, многолетнюю плодотворную деятельность[56].
- 2017 — Лауреат премии «Икар» в номинации «Актёр».